# Hermann Hoepke (Bauingenieur)

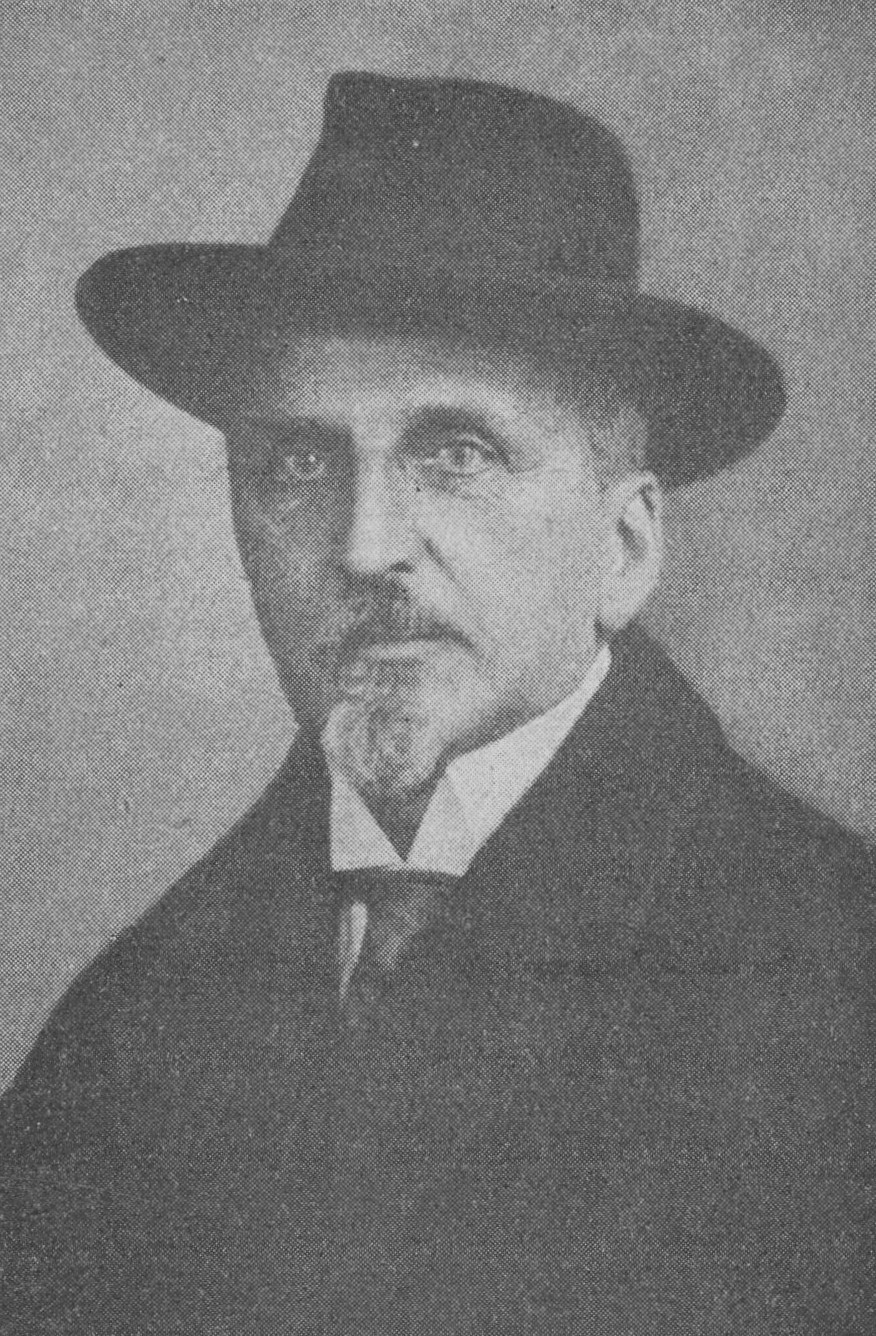
Hermann Hoepke, um 1927

Hermann Hoepke (* 20. Januar 1865 in Berlin; † 26. oder 27. Februar 1928) war ein deutscher Bauingenieur und Gründer des Rheinischen Technikums Bingen (heute Technische Hochschule Bingen). 

## Leben
Hermann Hoepke studierte in Berlin Maschinenbau. Er wurde Regierungsbaumeister und Regierungsbaurat und lehrte am Technikum Ilmenau in Thüringen.
Seine Idee, ein Technikum in Bingen zu gründen, wurde von damaligen Binger Bürgermeister Franz Neff begrüßt. Es wurde entschieden, dass das Technikum gegründet werden darf, wenn Hoepke mindestens 100 Schüler rekrutieren würde. Nachdem Hoepke 180 Schüler aus Ilmenau nach Bingen geholt hatte, wurde am 9. November 1897 das Rheinische Technikum Bingen für die Ausbildung im Maschinenbau und in der Elektrotechnik eröffnet. Im selben Jahr begann der Bau des Gebäudes. Hoepke wurde der erste Direktor des Technikums.
1907 wurde Hoepke von der Großherzoglich-Hessischen Staatsregierung zum Professor ernannt. Zu seinen Schülern zählen Hugo Gernsback, Anton Herman Gerard Fokker und Gideon Sundback.
Hoepke war Mitglied des Binger Stadtrates, des großen Geschichts- und Altertumsvereins Bingen und Vorsitzender der Casino-Gesellschaft Bingen. Er gründete die Motorfahrzeug-Vereinigung Bingen, einen Vorgänger der ADAC-Ortsgruppe, mit.
Mit seiner Frau Helene (geb. Hutschenreuther, * 20. Juli 1871; † 5. April 1954) hatte er zwei Töchter. Für seine Familie bezog er ein Haus in der Nähe des Technikums. Das Haus wurde bei einem Bombenangriff im Zweiten Weltkrieg vollständig zerstört.
Nach einer schweren Erkrankung starb Hermann Hoepke in der Nacht zum 27. Februar 1928. Er ist im Familiengrab im Neuen Friedhof in Bingen begraben.

## Ehrungen
- Das Hermann-Hoepke-Technikum, der Altbau der Technischen Hochschule Bingen, ist nach ihm benannt
- Das Hermann-Hoepke-Institut der TH Bingen ist nach ihm benannt[2]
- Die Professor-Hoepke-Straße in Bingen ist nach ihm benannt